# Coryphantha clavata
Coryphantha clavata (Scheidw.) Backeb. – gatunek rośliny z rodziny kaktusowatych (Cactaceae Juss.). Występuje naturalnie w Meksyku – w stanie San Luis Potosí. 

## Morfologia
PokrójPółkrzewiasty kaktus. Łodyga ma kształt od cylindrycznego do pałkowatego, dorasta do 4–7 cm średnicy, z brzegami pokrytymi guzkami. Areole mają 6–12 kolców promieniowych o długości 8–15 mm oraz 1 kolec centralny o długości 20–30 mm.
KwiatySą pojedyncze, rozwijają się prawie na wierzchołku łodygi. Okwiat ma dzwonkowaty kształt, jego listki mają pomarańczową barwę i osiągają do 20–30 mm długości.

## Zmienność
W obrębie tego gatunku oprócz podgatunku nominatywnego wyróżniono jeden podgatunek:
- Coryphantha clavata subsp. stipitata (Scheidw.) Dicht & A.Lüthy

Ponadto w obrębie tego gatunku wyróżniono jedną odmianę:
- Coryphantha clavata var. ancistracantha (Lem.) Heinrich ex Backeb.